# Ernst Baeumler
Ernst Emil Wilhelm Baeumler (* 4. Januar 1827 inn Delitz am Berge in Sachsen; † 18. Februar 1888 in Wien) war ein preußischer Bergbeamter, Leiter der Bergschule Bochum und Zentraldirektor der Prager Eisenindustrie-Gesellschaft.

## Leben
Ernst Baeumler wurde als Sohn des gleichnamigen Predigers in Sachsen geboren. Seine Familie verzog nach Eisleben im Harzvorland, wo er die Bergschule Eisleben besuchte und im Anschluss an der Martin-Luther-Universität Halle-Wittenberg und der Humboldt-Universität zu Berlin ein Bergbaustudium absolvierte. Seine Militärpflicht erfüllte er als Einjährig-Freiwilliger bei den Gardeschützen in Berlin.
Am 7. Oktober 1859 wurde er Bergassessor und Berggeschworener beim Oberbergamt Dortmund und übernahm 1864 die Leitung der Bergschule Bochum. Nachdem er 1867 zum Bergrat ernannt worden war, kam er im Jahr darauf als stellvertretender Direktor zum Hütteamt in Königshütte in Oberschlesien.
1869 folgte die Ernennung zum Oberbergrat, verbunden mit der Versetzung zum Oberbergamt Breslau. 
1872 verließ er den preußischen Staatsdienst und erhielt das Angebot, als Zentraldirektor die Prager Eisenindustrie-Gesellschaft zu leiten. Dieses Amt hatte er bis 1885 inne, als das Unternehmen mit den Teplitzer Walzwerken fusionierte. Er wurde Mitglied des Verwaltungsrates der Gesellschaft und starb 1888.
Am 21. März 1888 fand er auf dem 
evangelischen Friedhof in Wien seine letzte Ruhestätte.

### Auszeichnungen
- 1848 Hausorden von Hohenzollern